# Bwapaki
Bwapaki est un village de la Région du Littoral au Cameroun, situé dans la commune de Bonaléa.
Il est une composante du CANTON BANKON SUD (ABO SUD).
A Ndôngô-Bwapaki, le chef est Sa Majesté Jopel NGOUA-ELEMBE II

## Population et développement
En 1967, la population de Bwapaki était de 839 habitants, essentiellement des Bankon (Abo). Elle était de 128 habitants dont 60 hommes et 68 femmes, lors du recensement de 2005.

En 2017, la population est estimée à près de 500 habitants.

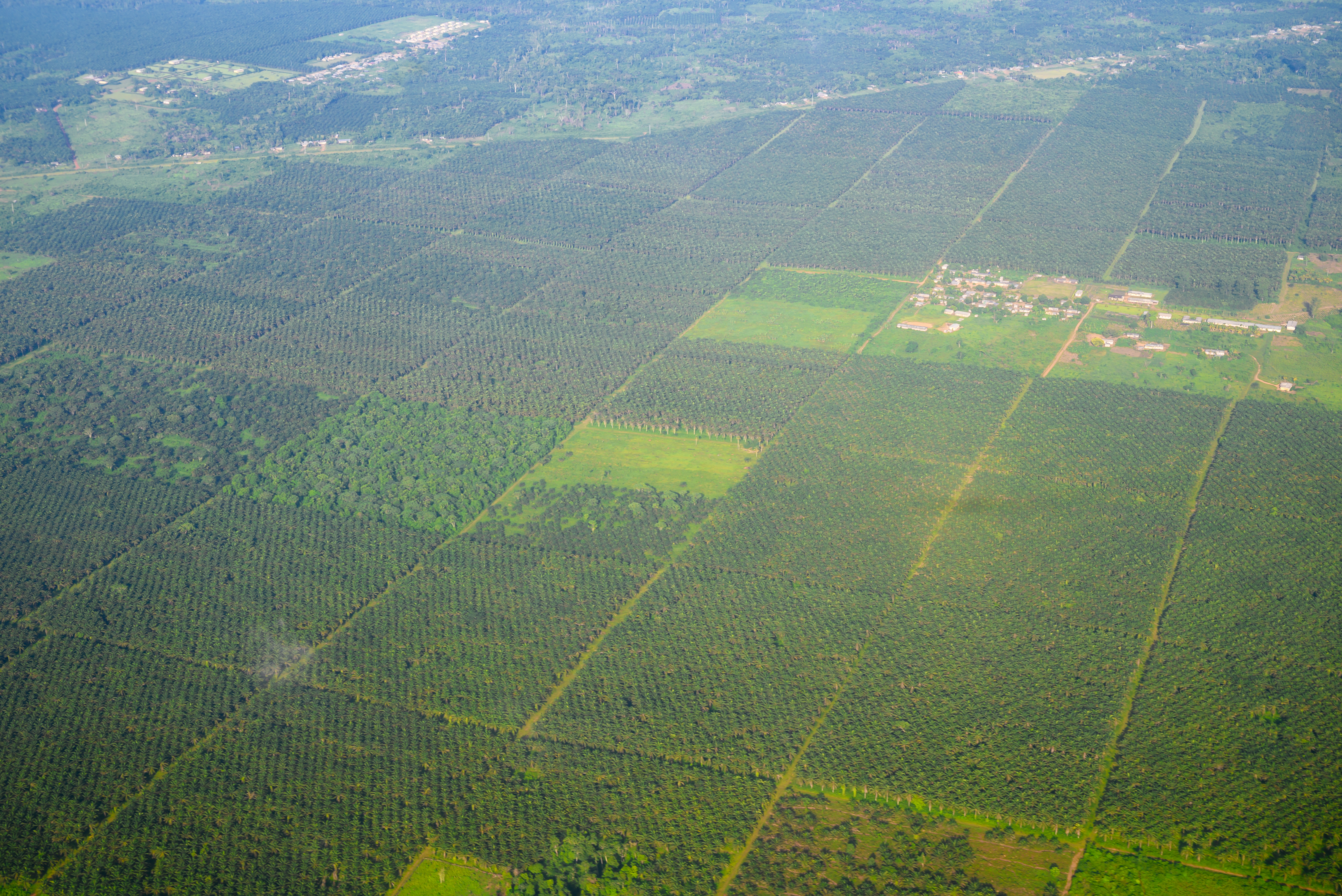
Les plantations de Bwapaki